# Мері Квант
Мері Квант, Мері Куант (англ. Mary Quant; 11 лютого 1930 — 13 квітня 2023) — британська дизайнерка, модельєрка одягу. Вважається однією з авторів мініспідниць.

## Біографія
Народилась у валлійській сім'ї в Лондоні, закінчила художній коледж Голдсміта (англ. Goldsmith's College of Art). У листопаді 1955 року разом з майбутнім чоловіком, Олександром Планкеттом Гріном, і другом Арчі Макнейром, відкрила в Челсі бутік «Базар» (англ. Bazaar), де представила стиль одягу, який відповідає молодіжній вуличній моді 60-х. У цей час стає популярною ідея фемінізму: жіночність у класичному розумінні виходить з моди (зокрема й так звані «пишні форми»). Натомість приходить мода на довгі худі ноги, і на тлі цього Мері Квант вкорочує спідницю до межі. Придумує образи «Лоліта» й «Школярка». Представляє колекцію Wet — дощовики й черевики на низькому підборі. Непрактичні маленькі сумочки замінює на рюкзаки з довгими ременями. Саме з її подачі в моду входять топ, обтислі різнокольорові штани, замшевий одяг, туфлі на платформах, прості короткі стрижки і яскрава косметика. Крім того, Мері Квант приписують створення хуліганського іміджу The Rolling Stones, які стали мовби антиподом чистеньких і зачесаних The Beatles. Одна з перших почала використовувати нові синтетичні матеріали.
У 1962 році Квант створила колекцію з мініспідницями, а до 1966 року працювала з шістнадцятьма різними фірмами.
У 1963 році Квант була першим переможцем нагороди «Сукня року».
У 1966 році отримала Орден Британської імперії.
У 1970—80-х Куант працювала над лініями косметики й товарів для дому, 1988 року розробила внутрішній дизайн автомобіля «Міні», останнім часом займалася проєктуванням окремих товарів.
Померла 13 квітня 2023 року в себе вдома у британському графстві Суррей у 93-річному віці.

## Родина
Мала сина Орландо (нар. 1970). 2002 року стала бабусею.

## Книжки Квант
- 1966: Quant by Quant — її автобіографія
- 1984: Colour by Quant
- 1986: Quant on Make-up
- 1999: Classic Make-up and Beauty Book
- 2011: Mary Quant: Autobiography — її друга автобіографія[18]